# Сан-Мартино-ин-Пенсилис
Са́н-Марти́но-ин-Пе́нсилис (итал. San Martino in Pensilis) —  коммуна в Италии, расположена в регионе Молизе, в провинции Кампобассо.
Население составляет 4824 человека (2008 г.), плотность населения составляет 48 чел./км². Занимает площадь 100 км². Почтовый индекс — 86046. Телефонный код — 0875.
Покровителем коммуны почитается святой Лев Исповедник, празднование 2 мая.
В коммуне находится храм Румынской Православной Церкви.

## Демография
Динамика населения:

## Администрация коммуны
- Официальный сайт: http://www.comune.sanmartinoinpensilis.cb.it/